# Божидар Бошко Авлијаш
Божидар Бошко Авлијаш (Војковићи, 7. јануар 1927 — Источно Сарајево, 1. децембар 2020) био је иницијатор оснивања и први предсједник „Српског интелектуалног форума” Српско Сарајево и главни уредник листа Глас српског интелектуалца. Аутор је збирке пјесама Сјеме звијезда и књиге Економија- знање, инвестиције, профит, стабилност. У току радне каријере, прије рата у БиХ, написао је 16 стручно-научних књига из области привредног система и развојне политике, организовања и функционисање предузећа, удруживање рада и средстава ради стицања и расподјеле заједничког прихода и дохотка. Написао је више чланака из области финансијског система и унапређења пословања предузећа у часопису Савремена пракса, Информатор, Привредне новине и другим привредним гласилима. Добитник је неколико високих друштвених признања и плакета, прије и након завршетка рата у БиХ.

## Биографија
Божидар Авлијаш је рођен 7. јануара 1927. године у Војковићима, Општина Илиџа- Сарајево. Основну школу завршио је у Војковићима школске 1937/38 године. По завршетку основне школе бавио се земљорадњом. Радну каријеру је започео 1948. године након демобилизације из Југословенске армије, прво као књиговођа Земљорадничке задруге Которац, а затим као финансијски ревизор Среског задружног савеза - срез Сарајево, истраживач у Заводу за трговину БиХ, савјетник за систем цијена у Републичком заводу за цијене, савјетник у Републичком секретаријату за финансије, савјетник у Извршном вијећу БиХ, савјетник у Привредној комори БиХ, савјетник у Вијећу Савеза синдиката БиХ и најзад као директор Сектора за планирање развоја у Пословном систему УНИС Сарајево. Након пензионисања 1988. године, задржан је на раду - истраживачко-развојним пројектима УНИС-а све до 1991. године, када је основао Агенцију за економско-финансијски консалтинг.
Уз рад је завршио нижу гимназију, средњу економску школу и економски факултет. Почетком 1988. године, одбранио је докторску дисертацију на тему Удруживање рада и средстава као фактор ефикаснијег привређивања пословно повезаних предузећа. Након завршетка рата у БиХ покренуо је излагање листа Пословне новине чији је био главни и одговорни уредник, Каталог сарајевско-романијске привреде и Горњег Подриња.